# Il complotto di luglio
Il complotto di luglio è un film per la televisione del 1967 diretto da Vittorio Cottafavi.

## Trama
Berlino, 1944, durante la seconda guerra mondiale un gruppo di ufficiali tedeschi attenta alla vita di Adolf Hitler, ritenendo la guerra ormai perduta, e l'attentato è materialmente realizzato dal colonnello Claus von Stauffenberg alla Tana del lupo, il quartier generale del Führer.

Stauffenberg, appena rientrato a Berlino, si incontra con il generale Friedrich Olbricht e gli altri congiurati per coordinare il colpo di Stato, scontrandosi tuttavia con l'inerzia del generale Friedrich Fromm, comandante della riserva; la sopravvivenza di Hitler all'esplosione tuttavia farà fallire il complotto e condannerà i congiurati alla morte per fucilazione la sera stessa.